# توری-سور-اوش
توری-سور-اوش (به فرانسوی: Thorey-sur-Ouche) یک کمون در فرانسه با جمعیت ۱۵۱ نفر است که در Canton of Bligny-sur-Ouche واقع شده‌است.